# Saison 2 d'Orphan Black
Chronologie
Saison 1 Saison 3
Cet article présente le guide des épisodes de la deuxième saison de la série télévisée Orphan Black.

## Distribution de la saison

### Acteurs principaux
- Tatiana Maslany (VF : Audrey d'Hulstère) : Elizabeth « Beth » Childs / Cosima Niehaus / Alison Hendrix / Helena / Rachel Duncan Elizabeth « Beth » Childs / Cosima Niehaus / Alison Hendrix / Helena / Rachel Duncan / Katja Obinger/ Jennifer Fitzsimmons / Tony Sawicki
- Jordan Gavaris (VF : Gauthier de Fauconval) : Felix Dawkins, frère adoptif de Sarah
- Dylan Bruce (VF : Laurent Bonnet) : Paul Dierden
- Kevin Hanchard (VF : Mathieu Moreau) : Arthur « Art » Bell, détective
- Maria Doyle Kennedy (VF : Manuela Servais) : Siobhan Sadler, surnommée Mme S., mère adoptive de Sarah et Felix
- Evelyne Brochu (VF : Séverine Cayron) : Delphine Cormier

### Acteurs secondaires
- Skyler Wexler (VF : Clarisse de Vinck) : Kira, fille de Sarah
- Inga Cadranel : Détective Angela Deangelis
- Michael Mando (VF : Erico Salamone) : Victor Schmidt, surnommé Vic, ex petit-ami de Sarah
- Kristian Bruun (VF : Philippe Allard) : Donnie Hendrix, mari d'Allison
- Matt Frewer (VF : Patrick Descamps) : Dr Aldous Leekie
- Michiel Huisman (VF : Karim Barras) : Cal Morrison
- Peter Outerbridge : Henrik « Hank » Johanssen
- Terra Hazelton : Sarah Stubbs
- Alex Karzis : Alexander, le metteur en scène de Blood Ties
- Raven Dauda : Yvonne, la thérapeute d'Alison
- Josh Vokey (VF : Alessandro Bevilacqua) : Scott
- Matthew Bennett : Daniel Rosen
- Christy Bruce (VF : Myriam Thyrion) : Susan Duncan
- Andrew Gillies : Ethan Duncan / Andrew Peckham
- Michelle Forbes : Marion Bowles
- Daniel Kash : Tomas
- Ari Millen (VF : Pierre Lognay) : Mark Rollins
- Kristin Booth : Bonnie Johanssen
- Zoé De Grand Maison (VF : Nancy Philippot) : Grace Johanssen
- Matthew Bennett : Daniel Rosen
- Julian Richings : Benjamin Kertland
- Raven Dauda : Yvonne
- Roger Cross : Carlton

## Liste des épisodes

### Épisode 1:La Nature sous contrôle
- Canada /  États-Unis : 19 avril 2014 sur Space / BBC America
- France : 1er octobre 2014 sur Numéro 23
- Québec : 9 juin 2015 sur Ztélé[1]

À peine Sarah vient-elle de découvrir la disparition de Mme S. et Kira qu'elle est de nouveau traquée, par la police mais aussi par des hommes qu'elles suspectent aux ordres de la pro-clone Rachel. Alison ayant signé son accord avec Dyad, seule Cosima peut l'aider. 
Les hommes qui traquent Sarah dans le coffee-shop sont rattachés à Helena, Maggie Chen et Thomas. Helena n'est pas morte. 
- Le titre original de l'épisode est tiré d'une citation du Novum Organum de Francis Bacon.
- La comédie musicale d'Alison existait avant Orphan Black et s'appelle Blood Ties. Les créateurs originaux apparaissent dans la scène de la répétition (le pianiste et la femme blonde)[3].
- Graeme Manson, le co-créateur de la série, fait une apparition caméo dans la scène de la soirée au Dyad Institute[3].

### Épisode 2:Raison et religion
- Canada /  États-Unis : 26 avril 2014 sur Space / BBC America
- France : 1er octobre 2014 sur Numéro 23
- Québec : 16 juin 2015 sur Ztélé

### Épisode 3:Mélange de genres
- Canada /  États-Unis : 3 mai 2014 sur Space / BBC America
- France : 1er octobre 2014 sur Numéro 23
- Québec : 23 juin 2015 sur Ztélé

### Épisode 4:Le Projet Leda
- Canada /  États-Unis : 10 mai 2014 sur Space / BBC America
- France : 8 octobre 2014 sur Numéro 23
- Québec : 30 juin 2015 sur Ztélé

### Épisode 5:Savoir, c'est pouvoir
- Canada /  États-Unis : 17 mai 2014 sur Space / BBC America
- France : 8 octobre 2014 sur Numéro 23
- Québec : 7 juillet 2015 sur Ztélé

### Épisode 6:L'Homme-cygne manque
- Canada /  États-Unis : 24 mai 2014 sur Space / BBC America
- France : 8 octobre 2014 sur Numéro 23
- Québec : 14 juillet 2015 sur Ztélé

Patrick J. Adams : Jesse

### Épisode 7:La Petite Boîte rouge
- Canada /  États-Unis : 31 mai 2014 sur Space / BBC America
- France : 15 octobre 2014 sur Numéro 23
- Québec : 21 juillet 2015 sur Ztélé

### Épisode 8:Le Nouveau Clone
- Canada /  États-Unis : 7 juin 2014 sur Space / BBC America
- France : 15 octobre 2014 sur Numéro 23
- Québec : 28 juillet 2015 sur Ztélé

### Épisode 9:Cas de conscience
- Canada /  États-Unis : 14 juin 2014 sur Space / BBC America
- France : 22 octobre 2014 sur Numéro 23
- Québec : 4 août 2015 sur Ztélé

### Épisode 10:Capitulation sans condition
- Canada /  États-Unis : 21 juin 2014 sur Space / BBC America
- France : 22 octobre 2014 sur Numéro 23
- Québec : 11 août 2015 sur Ztélé

Avec Kira aux mains de Dyad, Sarah accepte de se rendre. Satisfaite, Rachel envoie Delphine à Francfort pendant qu'elle confie les soins de Cosima à un autre médecin, mais Duncan se suicide avant de lui donner le moyen de recréer des clones. Kira parvient à voler un téléphone portable et à contacter Cal, qui rejoint aussitôt Siobhan et l'informe de la situation, mais aussi qu'il pourrait avoir un contact au sein de Dyad. Helena a refait surface chez Art et Felix l'aide à la contenir pendant que Sarah est aux mains de Dyad. Le contact n'est autre que Marion Bowles, et l'arrangement est fait via Paul, maintenant enrôlé dans l'armée. De leur côté, Cosima, Scott et Kira mettent en place un plan pour permettre l'évasion de Sarah. Alors qu'elle allait subir une ovariectomie, Sarah parvient à s'évader en crevant l'œil de Rachel. Elle récupère Kira, qui était sous la surveillance de Marion et celle-ci lui demande de la rejoindre pour en découvrir plus sur les secrets de Dyad.